# Reener Ländchen

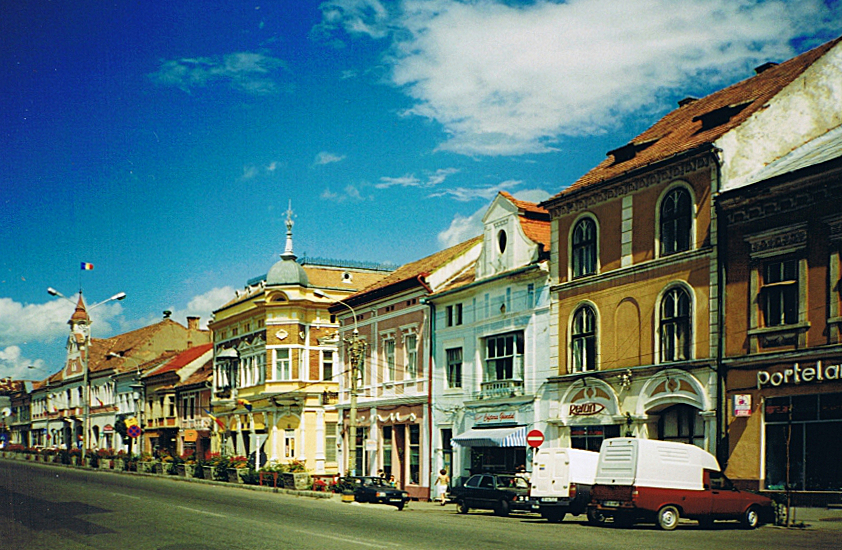
Reghin

Reener Ländchen (în română Ținutul Reghinului) a fost ținutul etnografic săsesc din jurul Reghinului (denumit în dialectul săsesc Reen). 
Aceste denumiri, având sufixul -land, sau formate cu substantivul Land, provin din concepția sașilor pentru teritorii delimitate natural, prin elemente geografice (în germană, Ländchen fiind diminutivul de la Land).

## Descriere
Reener Ländchen este localizat în zona istorică a Țării Năsăudului (germană Nösnerland, în germană Nösen = Năsăud), fostă zonă săsească a sașilor din nordul Transilvaniei, sau al grupului de coloniști germani din Nordul Transilvaniei, situat între Petelea și Rodna, în care, înainte de 1944 majoritari erau sașii, în special pe văile Luț și Logig.
Reener Ländchen a ținut inițial de Principatul Transilvaniei, după desființarea sa a ținut de Pământul crăiesc iar din 1867 de partea ungară a Imperiului Austro-Ungar. După 1918 a intrat în componența României.
Localitățile ce formau Reener Ländchen erau următoarele:
- Batoș (Botsch)
- Dedrad (Deutsch-Zepling)
- Ideciu de Jos (Niedereidisch)
- Ideciu de Sus (Obereidisch)
- Logig (Ludwigsdorf)
- Petelea (Birk)
- Reghin (Sächsisch-Regen)
- Teaca (Tekendorf)
- Uila (Weilau)

La ordinul dat de Wehrmacht, pe 11 și 12 septembrie 1944, populația săsească din Reener Ländchen și din Nösnerland a fost evacuată. În jur de 90% din locuitori au ajuns în Occident, în Germania și Austria. În anii următori, circa o treime din cei evacuați s-au întors la casele lor, dar în multe localități dezrădăcinate, numeroase familii au rămas despărțite .
Dacă la începutul anului 1944, în cele 46 de localități din nordul Transilvaniei, aflate în jurul orașelor Bistrița (în germană Bistritz) (34 de localități) și Reghin (în germană Sächsisch Regen) (12 de localități) locuiau circa 35.000 de sași, în urma evacuării aproape complete din 1944, după al Doilea Război Mondial mai rămăseseră circa 6.000, iar în zilele noastre, mai locuiesc în zonă doar câteva sute.

## Persoane care se ocupă de Ținutului Reghinului
- Klaus Birthler 2006 Co-founder of the cultural association „Reener Ländchen” and manager of teritorial database in the „Land of Reghin“